# Serpil Nur
Serpil Nur (* 4. Mai 1958 in Istanbul) ist eine türkische Schauspielerin.

## Leben und Karriere
Nur wurde am 4. Mai 1958 in Istanbul geboren. Ihr Debüt gab sie 1974 in dem Film Ceza. Anschließend spielte sie 1975 in Ah Nerede mit. Außerdem trat sie in Baba Bizi Eversene auf. 1979 bekam Nur in Umudumuz Şaban eine Hauptrolle. Im selben Jahr zog sie sich aus dem Filmgeschäft zurück.
Neben der Schauspielerei versuchte sie eine Musikkarriere und veröffentlichte 1977 die Single mit dem Titel Muhtacım / Akıl Erdiremedim. Derzeit arbeitet als Kolumnistin für die lokale Zeitung Kemer Gözcü in Antalya.

## Filmografie
- 1974: Ceza
- 1975: Ah Nerede
- 1975: Baba Bizi Eversene
- 1979: Umudumuz Şaban